# Croton chlorocalyx
Espèce
Croton chlorocalyx est une espèce de plantes à fleurs du genre Croton et de la famille des Euphorbiaceae, présente en Asie, de l'Assam en Inde jusqu'au nord du Bangladesh.
Il a pour synonyme :
- Oxydectes chlorocalyx, (Müll.Arg.) Kuntze